# Gurlapur
Gurlapur é uma aldeia no distrito de Belgaum no sul do estado de Karnataka, Índia.